# Sport 2000

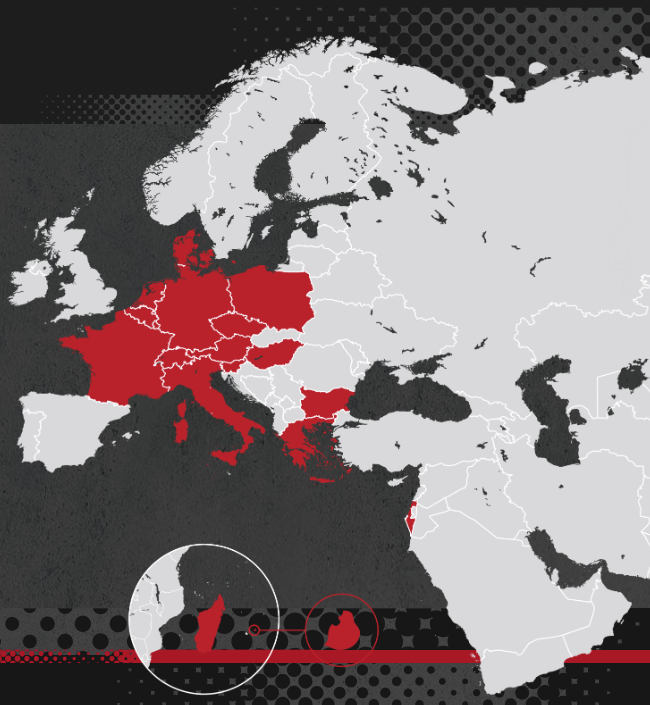
Länder mit SPORT 2000 Aktivitäten 2025

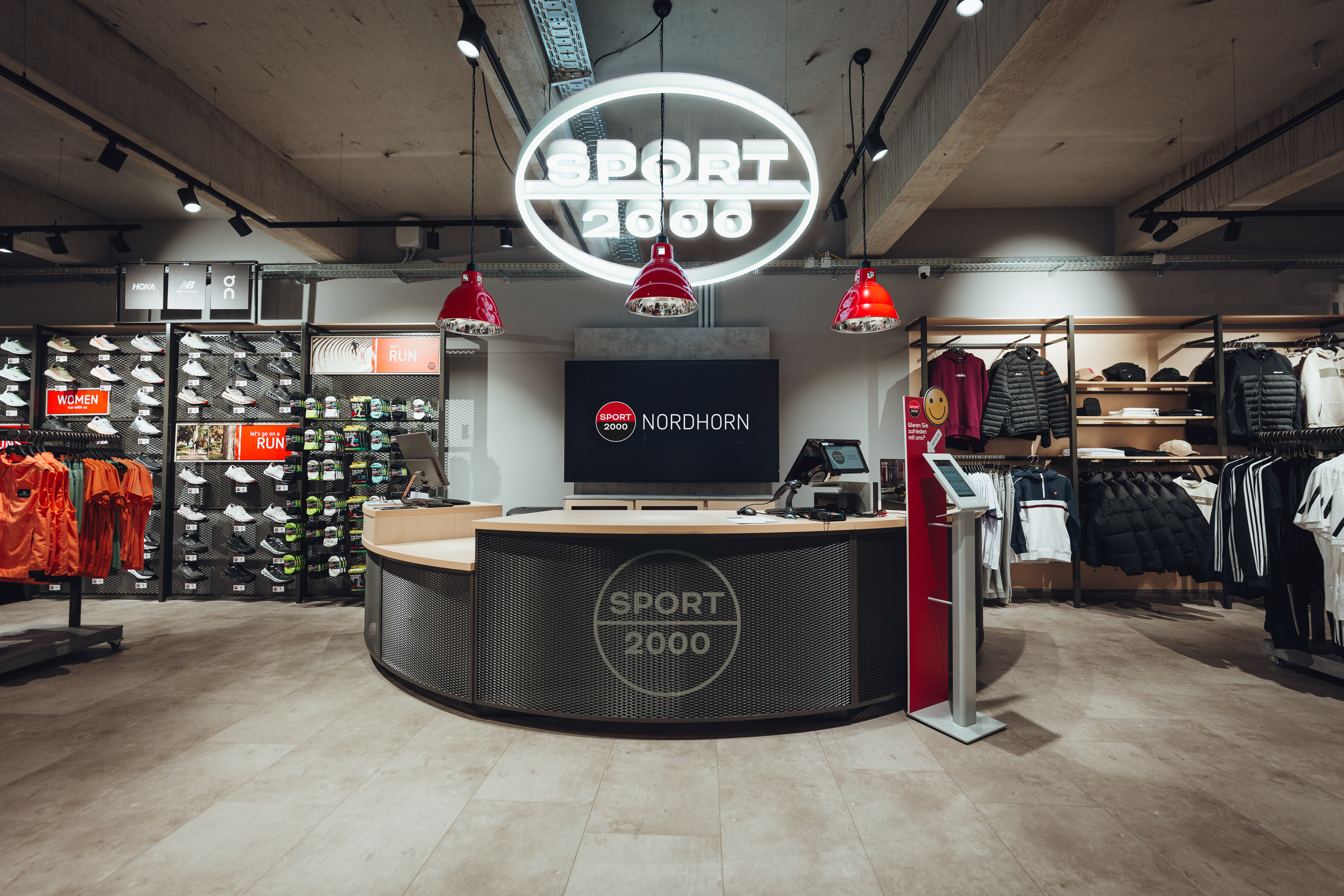
SPORT-2000-Geschäft

Die SPORT 2000 Group International mit Sitz in Mainhausen ist eine international tätige Sport-Einkaufs- und Marketingkooperation. Sie ist die Dachorganisation der SPORT-2000-Gruppe und verantwortlich für die Entwicklung der gleichnamigen Marke. Im Geschäftsjahr 2024 erwirtschaftete die Gruppe mit 2930 Geschäften aus 17 Ländern einen Umsatz von 4,9 Milliarden Euro.

## Geschichte

### Gründung der Verbundgruppen
Die SPORT 2000 hat ihren Ursprung in verschiedenen Verbundgruppen. Die Geschichte der Gruppe beginnt 1966 mit der Zusammenführung von 36 französischen Einzelhändlern unter dem Verbund SPORT 2000. Diesem Verbund schlossen sich über die Jahre mehrere Geschäfte an, und neue SPORT 2000 Geschäfte und Unternehmen wurden gegründet, wie etwa 1977 die SPORT 2000 Spanien oder die SPORT 2000 Niederlande. 1972 schlossen sich in Österreich Sportfachhändler unter dem Namen Zentralgruppe Einkauf zusammen, welche später zur Zentrasport Österreich bzw. SPORT 2000 Österreich wurde. In Deutschland gründeten vier Händler 1979 die Fach-Sport GmbH, welche später zur SPORT 2000 Deutschland wurde, dem Vorgänger der SPORT 2000 GmbH.

### SPORT 2000 International
1988 wurde die Golden Team International AG in Ittigen, Schweiz, als Zusammenschluss aus internationalen Händlern aus der Sportbranche gegründet. Zu ihr gehörten Händler aus Kanada, Dänemark, Finnland, den Niederlanden, Italien, Norwegen, Schweden, Schweiz, Österreich, Deutschland und den Vereinigten Staaten, darunter auch die österreichische Zentrasport (SPORT 2000 Österreich) als Gründungsmitglied. 1993 trat auch die Fach-Sport GmbH der Golden Team International AG bei.
Im Herbst 1994 entstand aus der Golden Team International die SPORT 2000 International AG mit Sitz in Ittigen, welche als Verbund Unternehmen und Geschäfte der Marke SPORT 2000 aus diversen Ländern bündeln sollte. Bei der Gründung waren dies SPORT 2000 Spanien und Niederlande und im folgenden Jahr schlossen sich die deutsche und die französische SPORT 2000 ebenfalls unter dessen Dach zusammen. Zwischen 1997 und 1998 erfolgte die Gründung der SPORT 2000 International GmbH, der Dachorganisation der SPORT-2000-Gruppe, sowie der Standortwechsel der SPORT 2000 International AG nach Mainhausen in Deutschland. Die SPORT 2000 International AG firmierte 2005 zur SPORT 2000 International Marketing AG um. 2024 erfolgte die Umbenennung in SPORT 2000 Group International.

### Expansion
Ab 2000 erschloss die SPORT 2000 vermehrt neue Märkte. 2005 vergab die SPORT 2000 International die Lizenz- und Marktkompetenz für die Nachbarmärkte Tschechien, Slowakei und Ungarn an die österreichische SPORT 2000. In den folgenden Jahren, insbesondere 2008, wurde die Expansion der Gruppe konstant vorangetrieben, vor allem durch den Zuwachs neuer Geschäfte in Osteuropa.
2017 wurden weitere Lizenzpartnerschaften mit Händlern aus Ungarn, Spanien, Belgien und dem Mittleren Osten geschlossen, darunter der ungarische Sportgroßhändler Smart 73, die Base Trademark Detallsport Group mit Sitz in Barcelona und die 1955 gegründete Falaknaz Sports Group aus Dubai. Durch die Partnerschaft in Dubai wurde die SPORT 2000 erstmalig außerhalb von Europa aktiv.
Im Frühjahr 2023 begann der Verkauf von Sportbekleidung und Sportequipment unter der Eigenmarke Witeblaze. Diese Marke ersetzte zudem alle vorherigen Eigenmarken von SPORT 2000. Im selben Jahr eröffnete die SPORT 2000 zusammen mit der HV Group erstmalig mehrere Geschäfte auf Mauritius.

## Organisation
Die SPORT 2000 Group International ist die Dachorganisation der SPORT-2000-Gruppe. Zu der Gruppe gehören rund 2930 Geschäfte aus 17 Ländern. Im Geschäftsjahr 2024 erwirtschaftete die Dachorganisation 4,9 Milliarden Euro Umsatz. Geleitet wird die SPORT 2000 Group International von Margit Gosau, zusammen mit Dominik Solleder leitet sie zudem die SPORT 2000 GmbH.
Zu den Aufgabenbereichen von SPORT 2000 Group International gehört die Entwicklung der SPORT 2000 Marke für Sporthändler. Dies beinhaltet die Koordination zwischen Sportartikelhändlern, die internationale Vermarktung von Eigenmarken sowie die Vergabe von Lizenz- und Marktrechten.
Unter dem Dach der SPORT 2000 befinden sich verschiedene Betriebstypen, darunter Vollsortiments-Sportgeschäfte sowie reine Teamsport-, Outdoor-, Running-, Sportstyle, und Wintersports-Geschäfte. Neben der eigenen Marke Witeblaze gehören zu den vertriebenen Marken der SPORT 2000 International unter anderem auch Puma, Ellesse, Hummel, Oakley, Speedo, The North Face, Atomic und Odlo.
Unter dem SPORT-2000-Verbund werden zudem die Absolute-Geschäfte betrieben: Absolute Teamsport, ein Konzept für Händler im Bereich Teamsport, und Absolute Run, für Händler im Bereich Laufsport. Diese sind vorrangig im Service und der Beratung tätig, während SPORT 2000 bei unternehmerischen Tätigkeiten wie Sortimentsplanung und Marketing unterstützt.
Außerdem gibt es das Multi‑Category‑Retailer‑Format (MCR), das mehrere Warengruppen in einem Konzept zusammenführt.

## SPORT 2000 GmbH
Die SPORT 2000 GmbH ist als Sieben-Länder-Verbund ein Teil der SPORT 2000 Marke und in Deutschland, Schweiz, Belgien, Luxemburg, den Niederlanden, Österreich und Tschechien als Händlerorganisation tätig. Der Sitz des Unternehmens liegt in Mainhausen, Deutschland. Sie gehört zu der europäischen Handelskooperation ANWR Group. In Deutschland verfügt SPORT 2000 über 1500 Geschäfte von knapp 1000 Fachhändlern. Der Außenumsatz des Sieben-Länder-Verbunds lag 2024 bei 4,04 Milliarden Euro.
Seit 2019 firmiert das Unternehmen als SPORT 2000 GmbH, davor war sie die SPORT 2000 Deutschland GmbH.
Die SPORT 2000 GmbH erbringt für die angeschlossenen Händler Dienstleistungen auf unterschiedlichen Gebieten. Dazu gehört vornehmlich die Verhandlung zentraler Einkaufskonditionen mit den Lieferanten der Sportartikelindustrie und die Warenversorgung für unterschiedliche Händlergruppen, darunter sowohl Fachhändler als auch Großhändler. Auch bei der digitalen Transformation bietet SPORT 2000 Dienstleistungen an, wie etwa die Erstellung von Warenprogrammen.
Als Tochtergesellschaft von Europas größter Handelskooperation, der ANWR Group, bedient sich SPORT 2000 zahlreicher konzernübergreifender Dienstleistungen. Diese liegen in der Erstellung von Marketing- und Verkaufskonzepten, der Unternehmens-, Steuer- und Wirtschaftsberatung, der Finanzdienstleistung und Zentralregulierung (DZB Bank), IT- und Logistikservices sowie der Aus- und Weiterbildung der angeschlossenen Handelsunternehmen.

### Österreich
Die SPORT 2000 Österreich ist eine Retail-Service-Organisation im österreichischen Sportfachhandel und seit Juni 2024 Teil der deutschen ANWR Group eG. Die operative Verantwortung liegt bei der ANWR sports GmbH. Die Wurzeln von SPORT 2000 Österreich reichen bis ins Jahr 1972 zurück: Zehn Sportfachhändler gründeten damals die Zentrasport Österreich e.Gen., um ihre Einkaufsstrukturen zu bündeln und gemeinsam am Markt aufzutreten. Aus diesem genossenschaftlichen Zusammenschluss entwickelte sich die heutige SPORT 2000.
SPORT 2000 Österreich hat seinen Sitz in Ohlsdorf (Oberösterreich) und fungiert als Plattform für den Austausch zwischen Industrie, Fachhandel und Kunden. Sie erbringt Dienstleistungen für ihre Partnerunternehmen in Bereichen wie Sortimentsgestaltung, Marketing, Digitalisierung und strategischer Planung.
Das Händlernetzwerk zählt 150 selbstständige Sportfachhändler in ganz Österreich. Darüber hinaus betreut SPORT 2000 Österreich auch Fachhändler in Tschechien.
Ein weiterer Geschäftsbereich von SPORT 2000 Österreich ist der Verleihservice. Unter der Marke SPORT 2000 rent wurde im Jahr 2000 ein Skiverleihsystem etabliert, das 2001 mit dem Österreichischen Staatspreis Marketing ausgezeichnet wurde. Stand 2025 betreibt SPORT 2000 über 600 Verleihstandorte. Über SPORT 2000 rent wurde 2015 ebenfalls der Online-Verleih von Fahrrädern eingeführt.